# Jan Satyagraha 2012

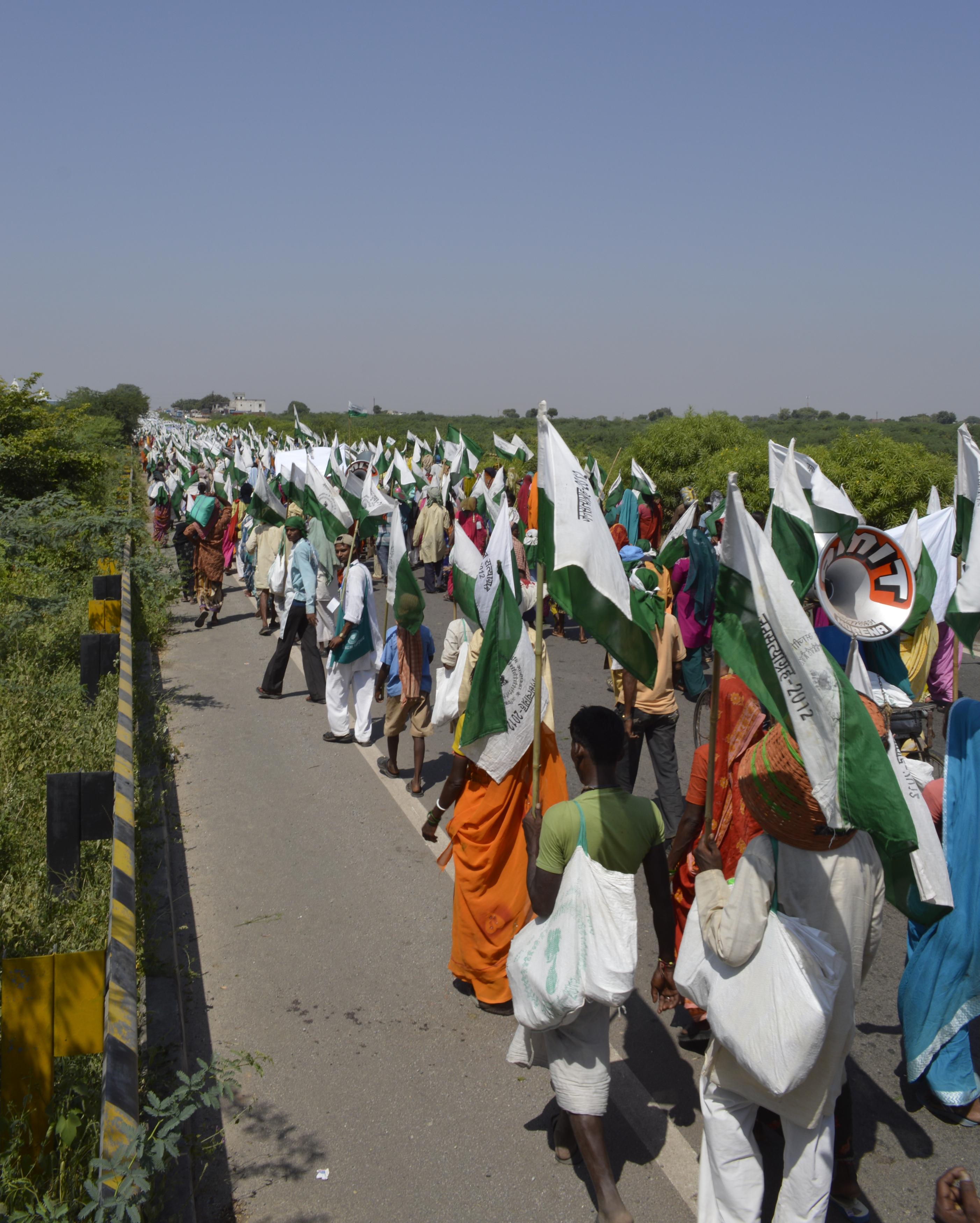
Jan Satyagraha 2012, entre Gwâlior et Agra

Jan Satyagraha 2012 est une marche non-violente de 350 km organisée par Ekta Parishad entre Gwâlior et Delhi. La marche est partie de Gwâlior le 2 octobre 2012, jour anniversaire de la naissance de Gandhi, et l’arrivée était prévue à Delhi le 29 octobre. Jan Satyagraha signifie « résistance non-violente du peuple ». Un accord ayant été signé avec le gouvernement indien, la marche s'est arrêtée à Agra le 11 octobre 2012.

## Objectifs
L'objectif est d'obtenir « la mise en application des engagements pris par le Gouvernement Indien en 2007 concernant les réformes du droit à la terre. »

## Déroulement
Entre le 20 et le 24 septembre 2012, plusieurs rencontres ont lieu entre des représentants d'Ekta Parishad et des ministres du gouvernement indien. Mais aucun accord n'est conclu. Le 2 octobre, 50 000 paysans se sont rassemblés à Gwâlior. Jairam Ramesh, ministre du développement rural du gouvernement indien, Jyotiraditya Madhavrao Scindia, membre du parlement du Parti du Congres, et Rajagopal P. V., président d'Ekta Parishad, ont fait des discours. De nombreuses personnalités étaient présentes.
Le 11 octobre, Jairam Ramesh est venu à Agra. Un accord a été conclu en 10 points. Les deux points majeurs de l'accord sont les suivants :
- l'établissement de l'ébauche d'une politique nationale de réformes agraires dans les 6 prochains mois, qui devrait être finalisée dans la foulée.
- l'adoption d'une provision légale pour fournir des terres arables aux sans-terre et des terres habitables aux sans-abri[2].

## Galerie

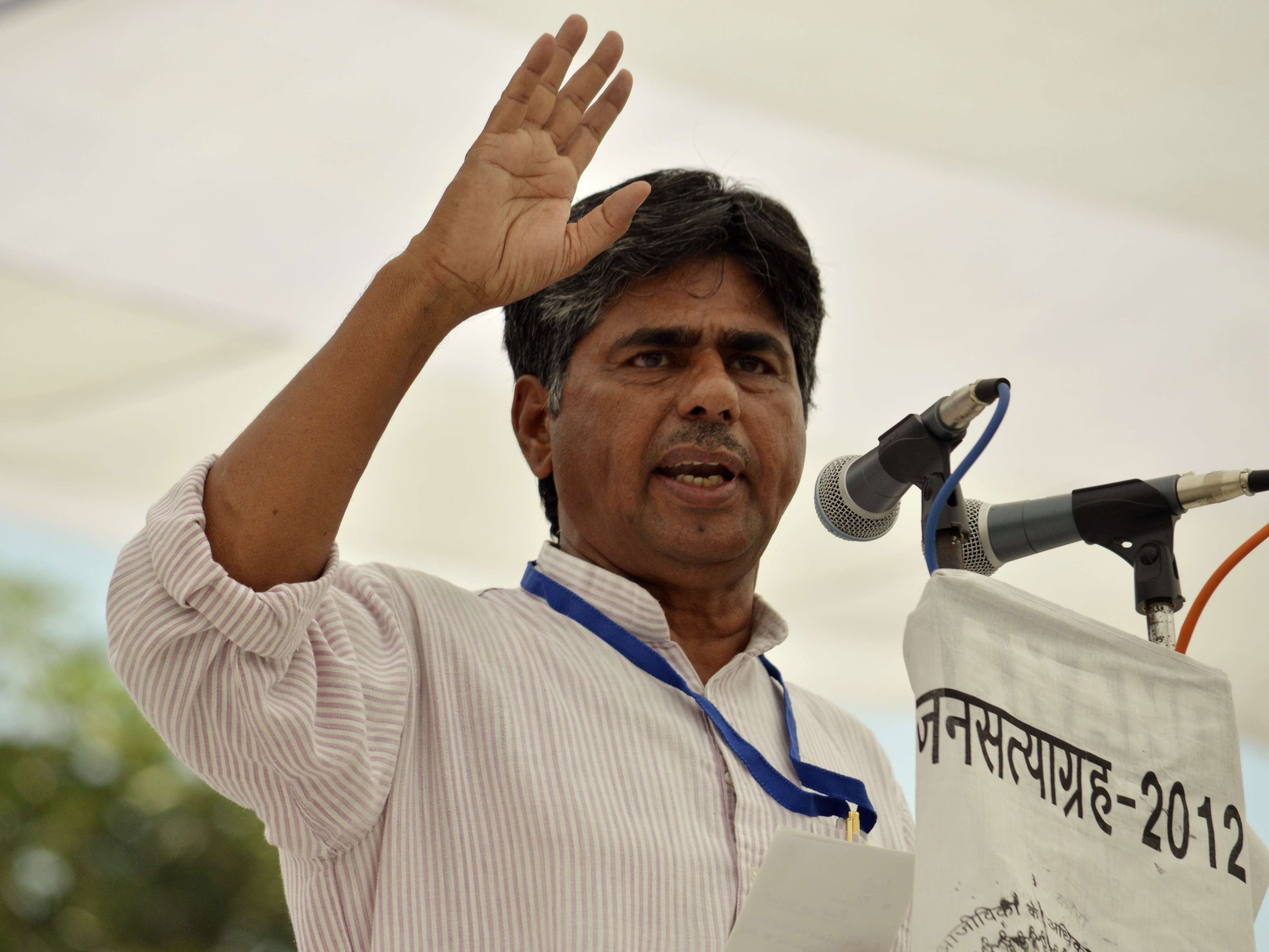
Rajagopal P. V., président d'Ekta Parishad
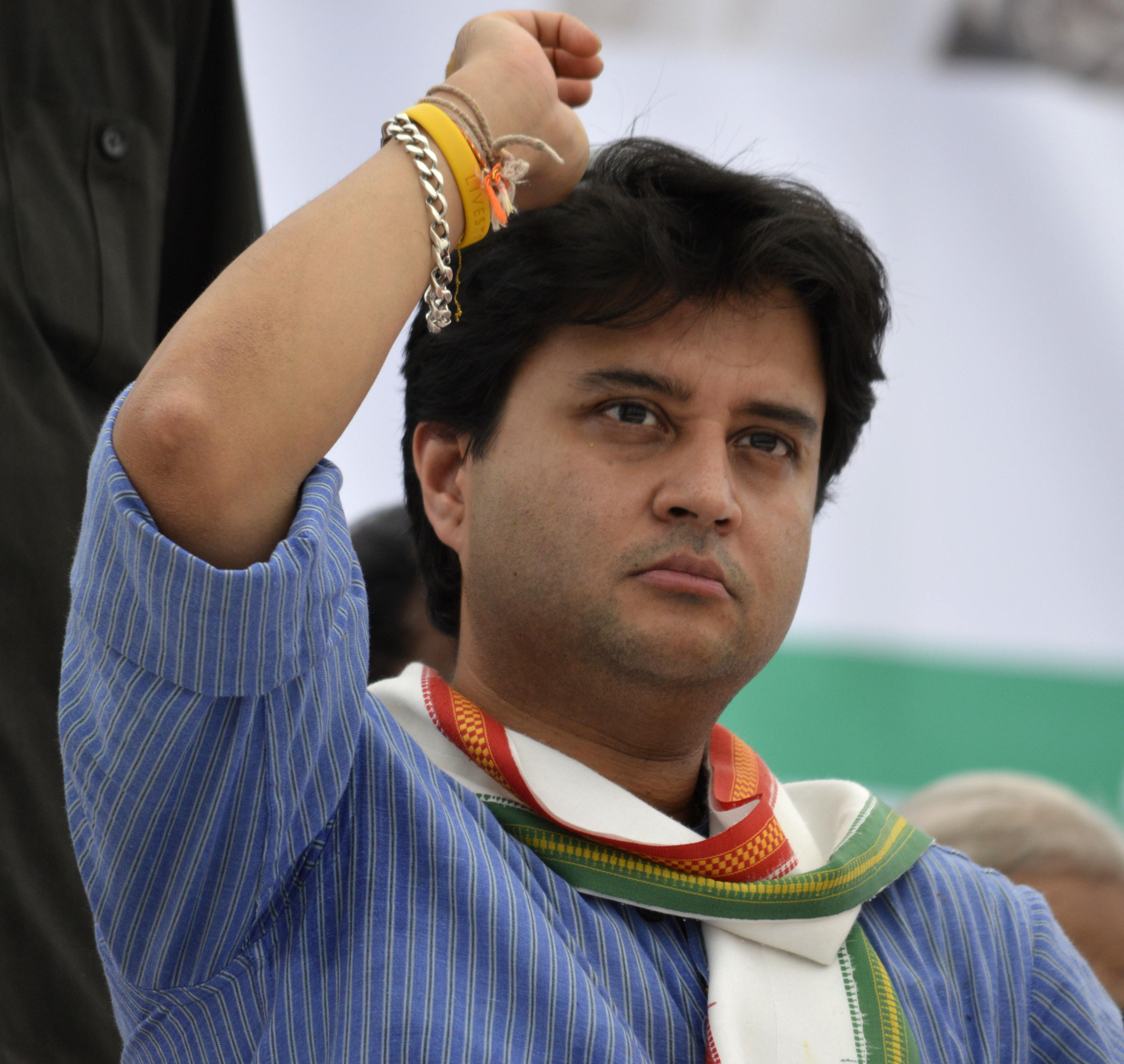
Jyotiraditya M. Scindia, membre du parlement
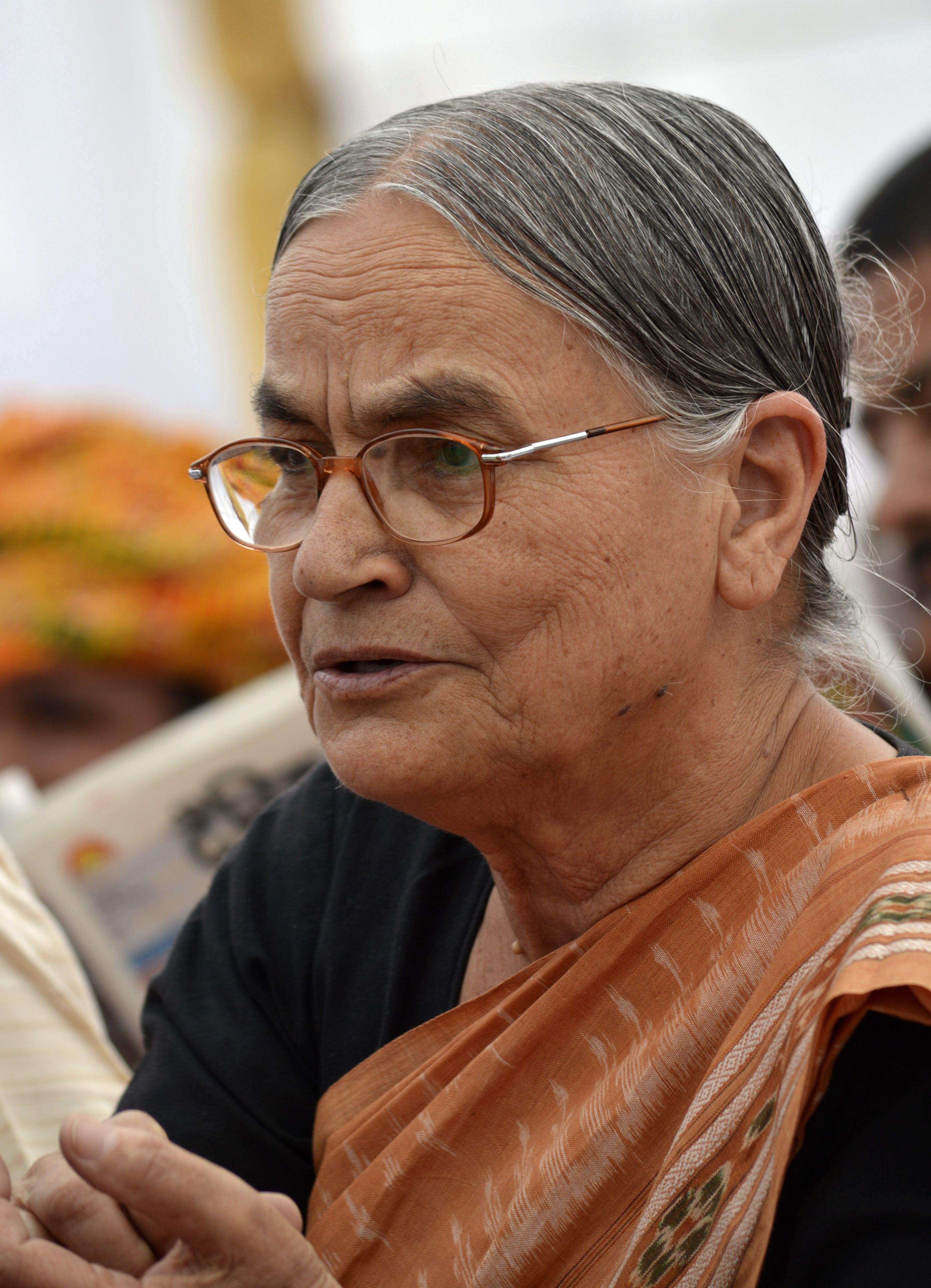
Radha Bhatt, présidente de la Gandhi Peace Foundation
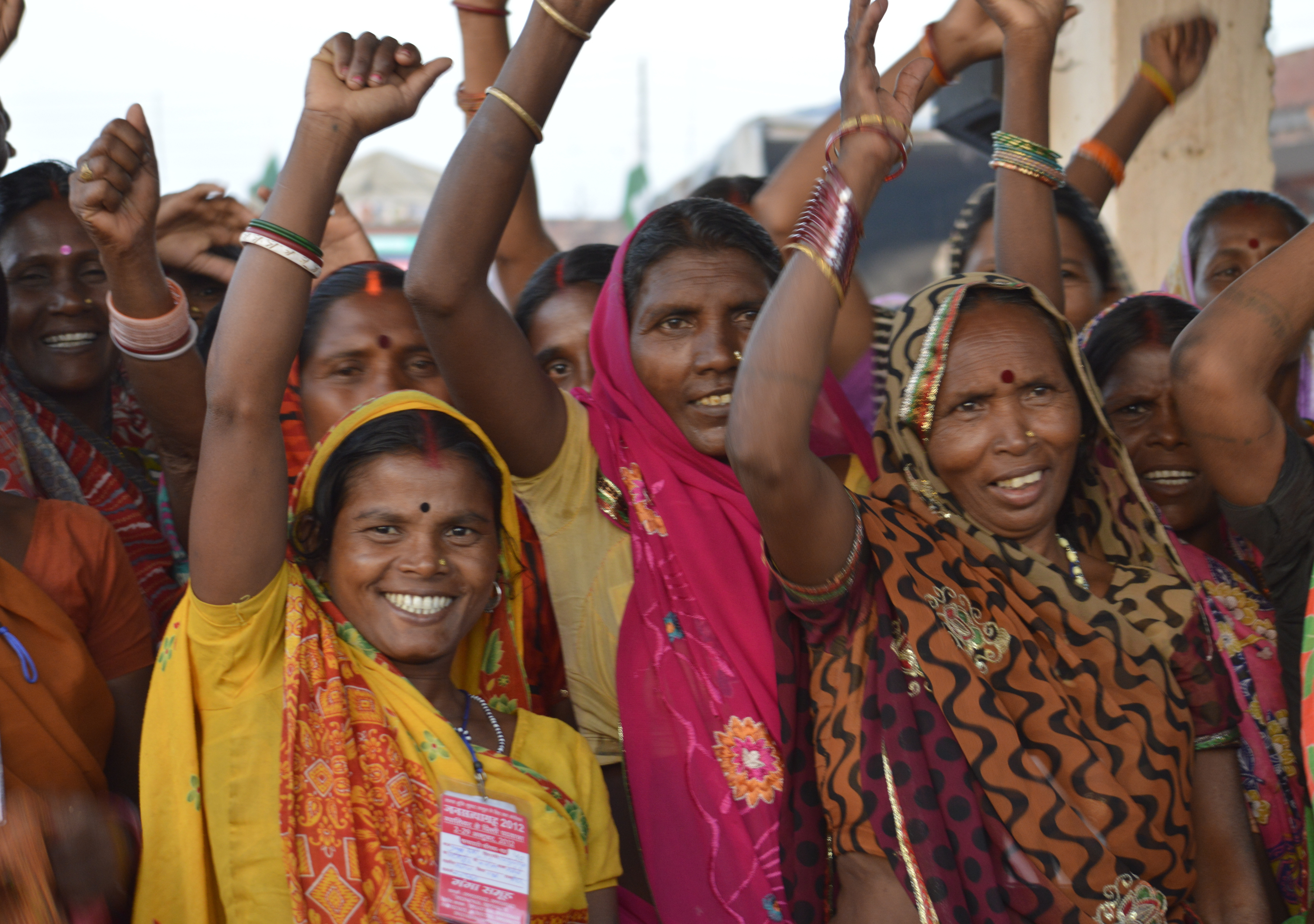
Femmes adivasies, Gwâlior
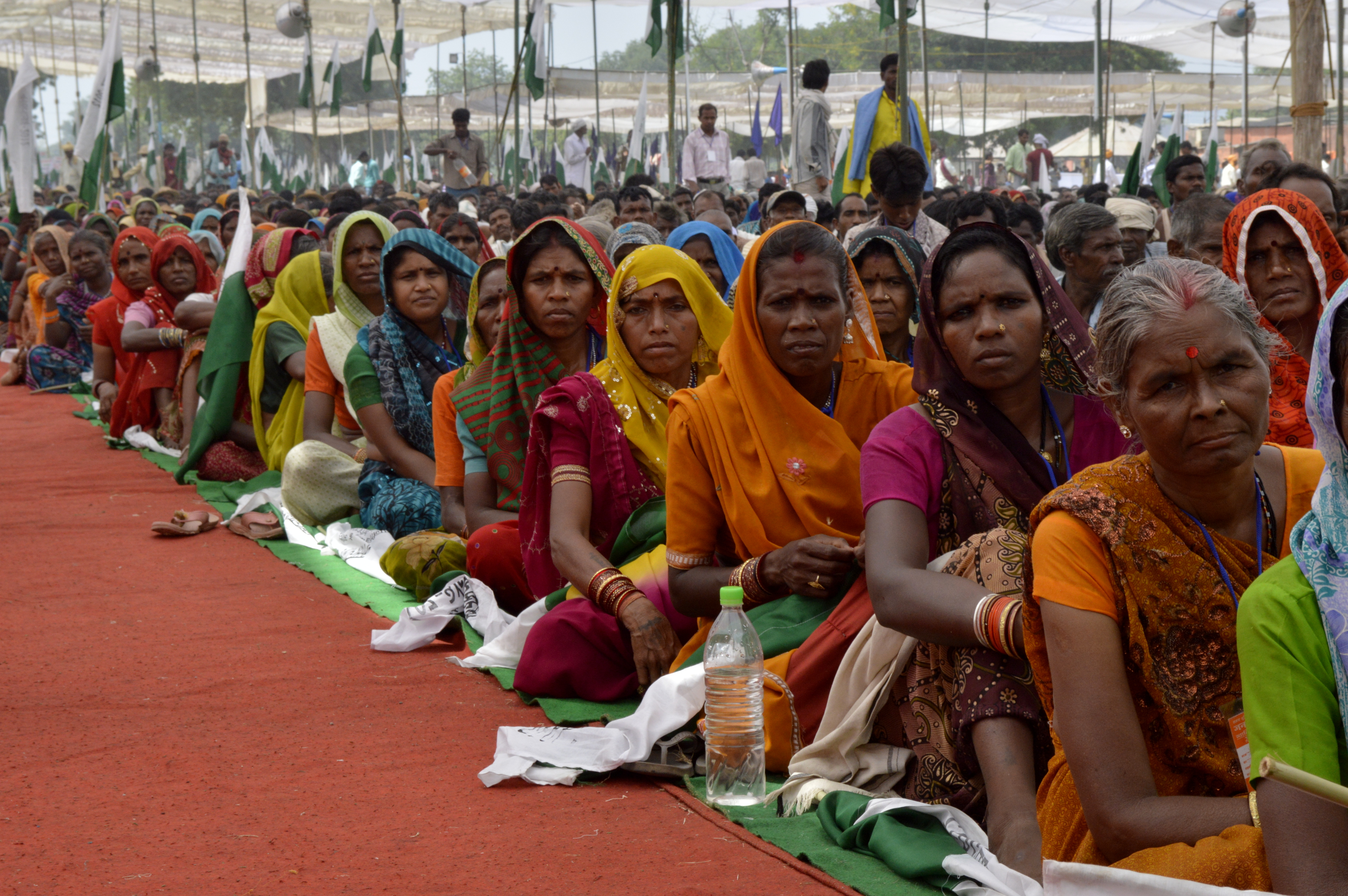
Femmes indiennes, Gwâlior
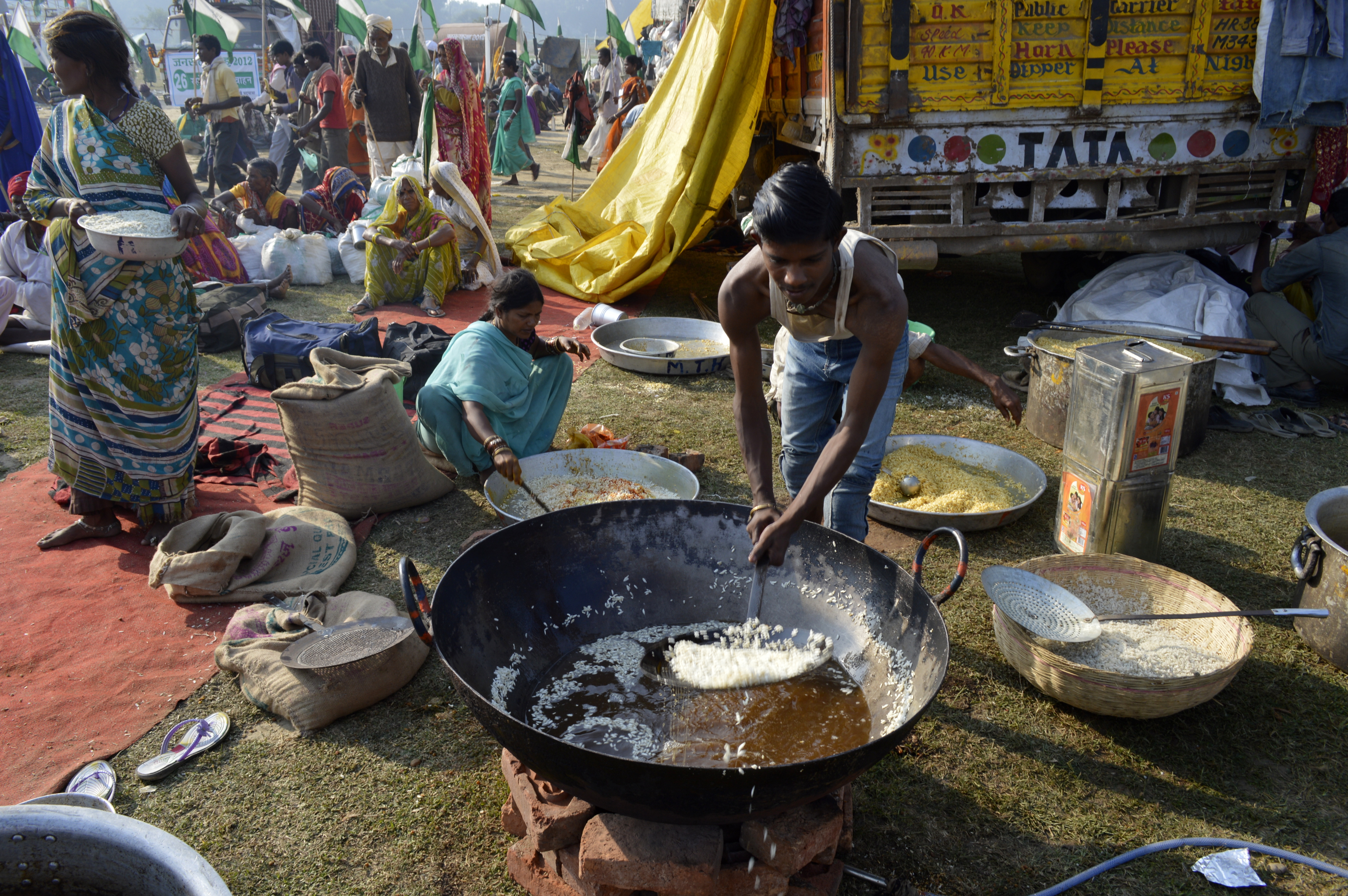
Préparation du petit-déjeuner, Jan Satyagraha 2012, Agra.